# Тогрул (султан Газни)
Тогрул из Газны (полное имя — Кивам ад-Даула Абу Саид Тогрул) (? — 1053) — тюркский военачальник-раб и султан-узурпатор Газневидского султаната (1052—1053). Первоначально он был гулямом на службе империи Газневидов. После того как он узурпировал султанский трон у Абд ар-Рашида и убил одиннадцать газневидских принцев, он был известен как проклятый, зловещий, высокомерный и презренный.

## Биография
Тогрул начал свою службу гулямом султана Махмуда Газневи и к правлению султана Абд ар-Рашида дослужился до главнокомандующего армией.
В 1042—1043 годах Тогрул вторгся в Систан с двухтысячной армией, захватив в плен члена семьи Саффаридов Абу Н-Насра. Абу Н-Наср был возвращен в Газни и позже обменян на сына газневидского визиря Ахмада ибн Хасана Майманди. Однако Тогрул продолжал двигаться вперёд, оккупируя Каркую и без разбора убивая как мусульманское, так и зороастрийское население.
Тогрул повёл армию против Алп-Арслана и одержал победу при Хупяне в Гиндукуше зимой 1051 года. После победы над Алп-Арсланом Тогрул двинулся в Систан. Он осадил крепость, так и держал её в осаде в течение месяца, разгромив также сельджукскую армию, прибывшую на помощь, которой командовал Пайху.
Не имея возможности взять так, Тогрул повёл свою армию в Газни, отправив письма султану Абд ар-Рашиду, в которых утверждал, что армия предательски настроена. Абд ар-Рашид ибн Махмуд, охваченный страхом перед мятежом, заперся в цитадели. По прибытии Тогрул заручился поддержкой гарнизона, захватил Абд ар-Рашида и приказал казнить последнего и ещё одиннадцать принцев из династии Газневидов.
Имея под своим контролем Газни, Тогрул направил письма гулямскому полководцу Киргизу, командующему войсками Газневидов в Индии, с просьбой о его поддержке. Киргиз в ответ осудил Тогрула и его расправу над газневидскими принцами. Тем временем Тогрул женился на дочери султана Масуда I ибн Махмуда, чтобы узаконить своё правление, и начал чеканить монеты по его образу. Несмотря на это, Киргиз разослал письма командирам гарнизона и армии, которые побудили гуляма по имени Нуштигин убить Тогрула. К тому времени, когда прибыли Киргиз и его армия, голова Тогрула уже была выставлена напоказ в Газни.